# 格雷迪·塞斯摩爾
格雷迪·塞斯摩爾（英語：Grady Sizemore，1982年8月2日—），出生於西雅圖，是前美國職棒大聯盟的中外野手，目前在芝加哥白襪擔任教練。2002年，塞斯摩爾就與博覽會隊的另外3名球員一起被交易到克里夫蘭印地安人隊。他也被譽為現代少有的五拍子球員（即在打擊，長打，守備，跑壘和速度上都有所作為的選手）。

## 職業生涯

### 2005年
- 2005年的塞斯摩爾一直都在大聯盟里，沒被下放過。他的表現證明瞭他有絕對的能力擔任球隊的主力中外野手。他在05年賽季打出了20個二壘打，10個三壘打以及20個全壘打，在這之前只有辦到過相同的事。塞斯摩爾以22個全壘打，81個打點和22次盜壘結束這個賽季。

### 2006年
- 塞斯摩爾在06年賽季入選了美國職棒大聯盟明星賽，以外野手的身份出戰。
- 他也在左外野手，中外野手，右外野手的位置之間游刃有餘。
- 塞斯摩爾的打擊率是.260，並打出28支全壘打和78個打點。其他的打擊表現也包括134次回壘得分，190個安打，53只二壘打，11支三壘打，22次盜壘成功。此外，他的上壘率為.375，長達率為.533。
- 他也是大聯盟史第2位單季打出至少50只二壘打，10支三壘打，25支全壘打，完成20次盜壘的選手。

### 2007年
- 前6個比賽中打了4支全壘打。

## 執教
塞斯摩爾在2024年球季是芝加哥白襪隊的教練團成員之一。8月8日，白襪隊任命他擔任代理總教練，頂替遭開除的原總教練佩德羅·格里福爾。

## 事件及其他
- 2009年季末，塞斯摩爾被前女友散播其自拍的露鳥照[3]。

## 外部鏈接
- 球員資訊和成績在MLB ，ESPN ，Retrosheet ，Baseball Reference ，Baseball Reference (Minors) ，Fangraphs ，The Baseball Cube （英文）
- . YOUNG MONEY Magazine.   [2009-05-15]. （原始内容存档于2008-09-05）.
- . ESPN.   [2009-05-15]. （原始内容存档于2008-09-14）.